# My Generation: The Very Best of The Who
My Generation: The Very Best of The Who je jedna z mnoha greatest hits kolekcí od The Who. Toto album bylo vydáno v roce 1996, mezinárodně společností Polydor Records a ve Spojených státech společností MCA Records. Jeho vydání se krylo s vydáním remasterovaných původních alb, ačkoliv obsahovalo nově remasterované verze skladeb a také některé remixy.

## Seznam skladeb
Autorem všech skladeb je Pete Townshend, kromě uvedených výjimek.
1. "I Can't Explain" – 2:04
  - Singl
  - Producent: Shel Talmy
2. "Anyway, Anyhow, Anywhere" (Townshend/Roger Daltrey) – 2:40
  - Singl
  - Producent: Shel Talmy
3. "My Generation" – 3:18
  - Z My Generation
  - Producent: Shel Talmy
4. "Substitute" – 3:47
  - Singl
  - Producent: Pete Townshend
5. "I'm a Boy" – 2:36
  - Singl
  - Producent: Kit Lambert
6. "Boris the Spider" (John Entwistle) – 2:27
  - Z A Quick One
  - Producent: Kit Lambert
7. "Happy Jack" – 2:11
  - Z A Quick One (pouze v americkém vydání A Quick One)
  - Producent: Kit Lambert
8. "Pictures of Lily" – 2:45
  - Singl
  - Producent: Kit Lambert
9. "I Can See for Miles" – 4:21
  - Z The Who Sell Out
  - Producent: Kit Lambert
10. "Magic Bus" – 3:15
  - Z Magic Bus: The Who on Tour
  - Producent: Kit Lambert
11. "Pinball Wizard" – 3:00
  - Z Tommy
  - Producent: Kit Lambert
12. "The Seeker" – 3:22
  - Singl
  - Producent: Kit Lambert / The Who
13. "Baba O'Riley" – 5:07
  - Z Who's Next
  - Producent: The Who; Glyn Johns
14. "Won't Get Fooled Again" – 8:32
  - Z Who's Next
  - Producent: The Who; Glyn Johns
15. "Let's See Action" – 4:02
  - Singl
  - Produkováno The Who, pomocný producent: Glyn Johns
16. "5:15" – 4:49
  - Z Quadrophenia
  - Producent: The Who, Kit Lambert & Glyn Johns
17. "Join Together" – 4:22
  - Singl
  - Produkováno The Who, pomocný producent: Glyn Johns
18. "Squeeze Box" – 2:40
  - Z The Who by Numbers
  - Producent: Glyn Johns
19. "Who Are You" – 5:02
  - Z Who Are You
  - Producent: Glyn Johns & Jon Astley
20. "You Better You Bet" – 5:37
  - From Face Dances
  - Producer: Bill Szymczyk